# Tratado de Tantauco

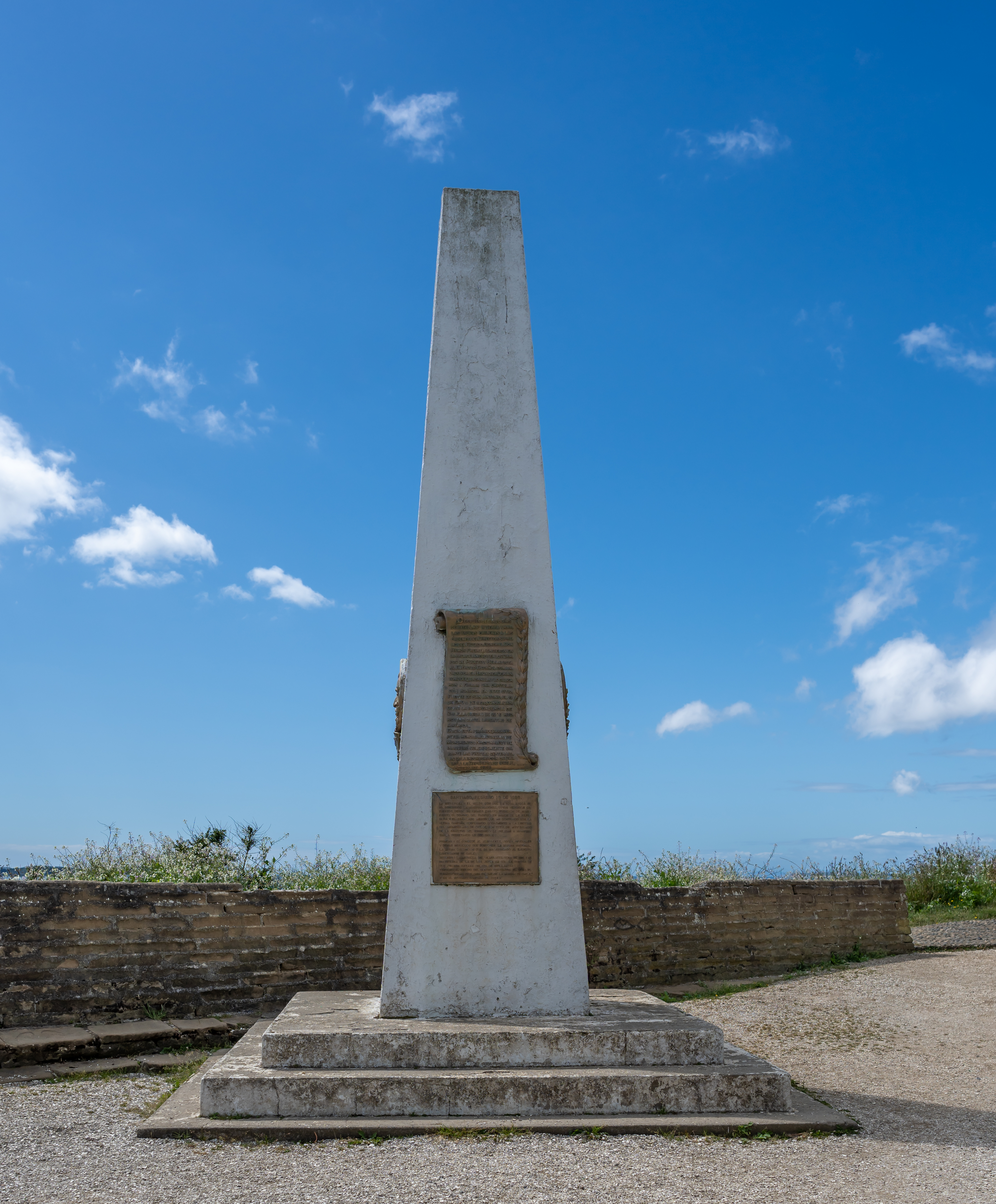
Obelisco en Fuerte San Antonio en Ancud, en homenaje al Tratado de Tantauco.

El tratado de Tantauco fue un acuerdo de paz firmado entre autoridades chilenas y españolas el 18 de enero de 1826, y ratificado el 19 del mismo mes, con el que se dio término a la guerra de independencia de Chile, comenzada en 1813 en la llamada Patria Vieja. Además, mediante este tratado, se incorporó el archipiélago de Chiloé al territorio chileno.
En su artículo 1.º se indica que (en ortografía original):

«La provincia y archipielago de Chiloé con el territorio que abraza, y se halla en poder del ejército real, será incorporado a la república de Chile como parte integrante de ella, y sus habitantes gozarán de la igualdad de derechos como ciudadanos chilenos» (Art. 1.º, Tratado de Tantauco, 18 de enero de 1826).

## Antecedentes
Chiloé era un enclave realista estratégico que había logrado rechazar los anteriores intentos de anexión en 1820 y en 1824 y que había enviado tropas a combatir a «los rebeldes de Chile» desde 1813 hasta 1820 (ver: Combate de El Toro). Sin embargo, no les fue posible a las tropas chilotas realistas hacer lo mismo en 1826, y fueron derrotadas en las batallas de Pudeto y Bellavista, en los alrededores de la actual ciudad de Ancud.

## Tratado
El tratado se firmó el 18 de enero de 1826 en el puente de San Antonio, ubicado en el río del mismo nombre, entre la localidad de Tantauco y San Carlos (actual Ancud). Por el ejército real fueron comisionados para tal efecto los señores Saturnino García y Antonio Pérez, mientras que por parte del ejército republicano participó el coronel José Francisco Gana y el abogado y teólogo, Pedro Palazuelos Astaburuaga. Fue ratificado al día siguiente en el cuartel general de San Carlos, por el general Ramón Freire, director supremo de Chile y comandante general de la invasión a Chiloé. Contenía 13 artículos y establecía, entre otros puntos, que los habitantes del archipiélago pasarían a ser chilenos con los derechos y obligaciones que ello implicaba, que serían respetados todos sus bienes y propiedades, y que debían entregar al ejército chileno sus armas municiones y distintivos. El 30 de enero fue depuesto el gobernador español del archipiélago, Antonio de Quintanilla, sucediéndolo en el mismo cargo, como Gobernador Provincial de Chiloé, el entonces coronel chileno José Santiago Aldunate.
El 8 de febrero se mandó jurar la independencia en todos los partidos del archipiélago.

## Resultados y consecuencias
Con el tratado de Tantauco y la rendición el 23 de enero de las huestes españolas en la Fortaleza del Real Felipe de El Callao, el Imperio español perdió sus últimas posesiones en América del Sur.
Otra consecuencia es que durante el siglo XXI, representantes de las comunidades huilliches de la Isla Grande de Chiloé han amenazado con demandar al estado chileno ante la justicia internacional, por la declaración realizada a principios del siglo XX de que sus tierras eran fiscales, cosa que ellos consideran sería una violación de este acuerdo.